# Stolpersteine

Distribuição das "pedras de tropeço", na Europa

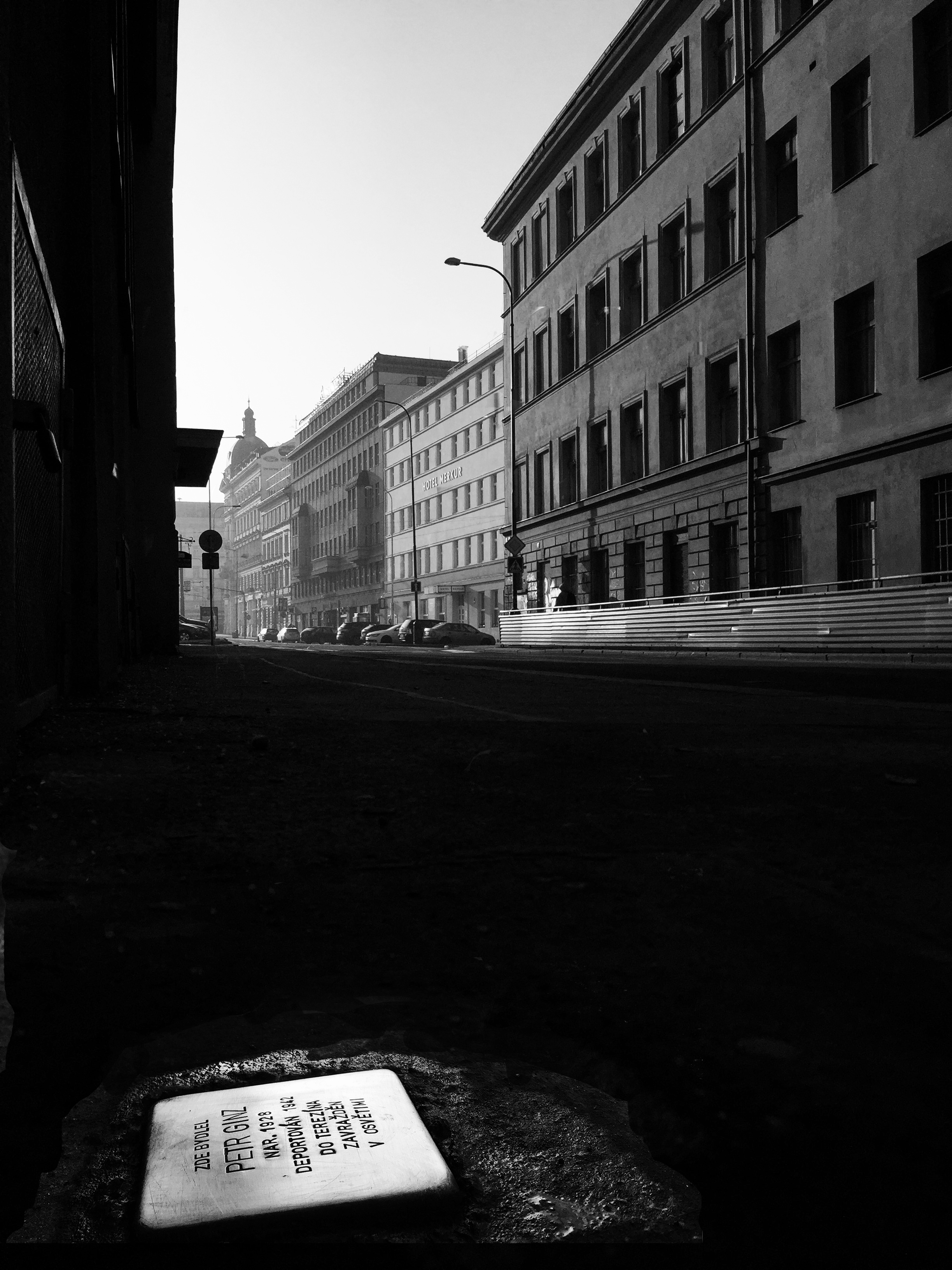
Pedra-obstáculo em Praga

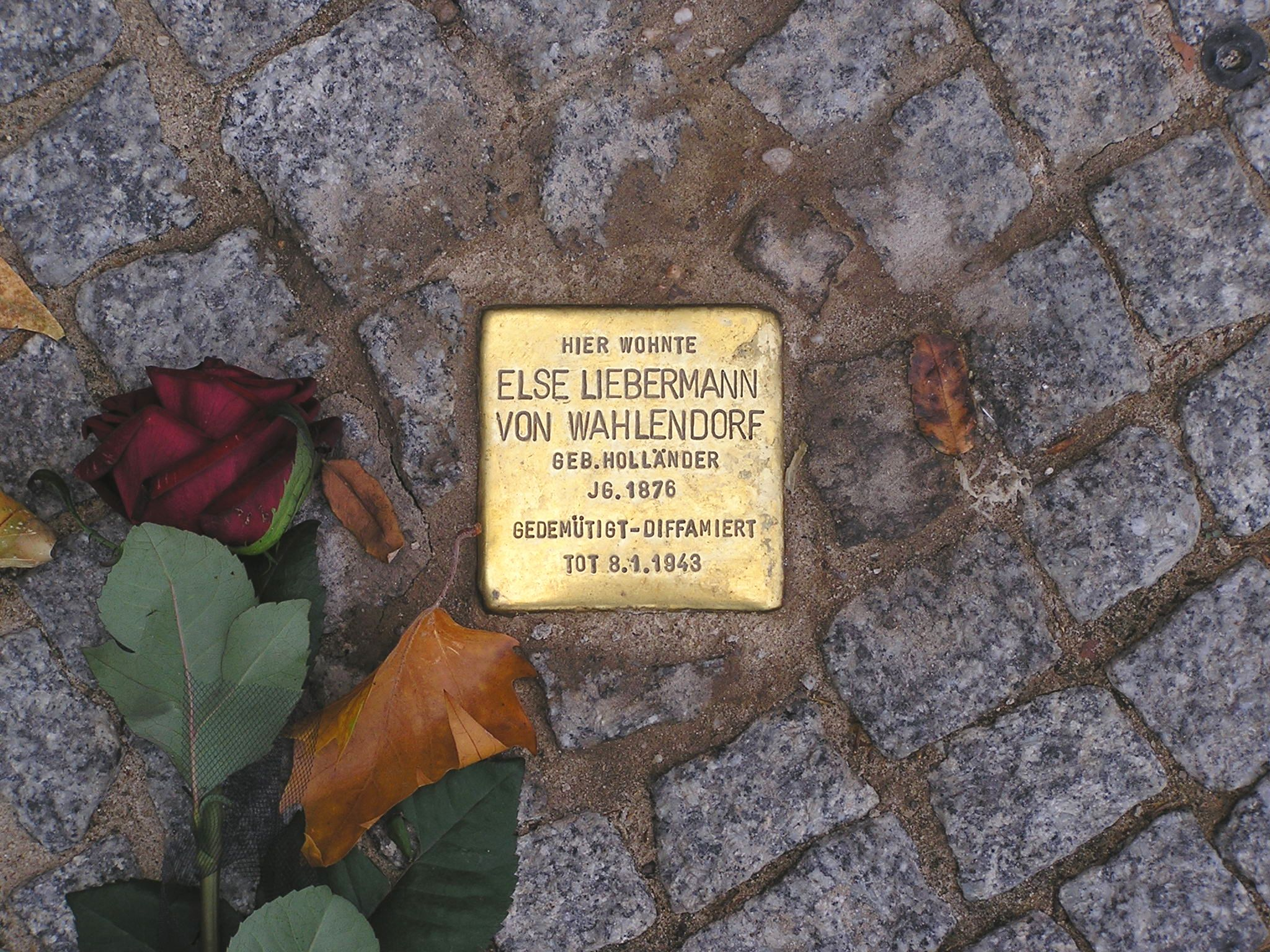
Pedra-obstáculo em Berlin em memória de Else Liebermann von Wahlendorf.

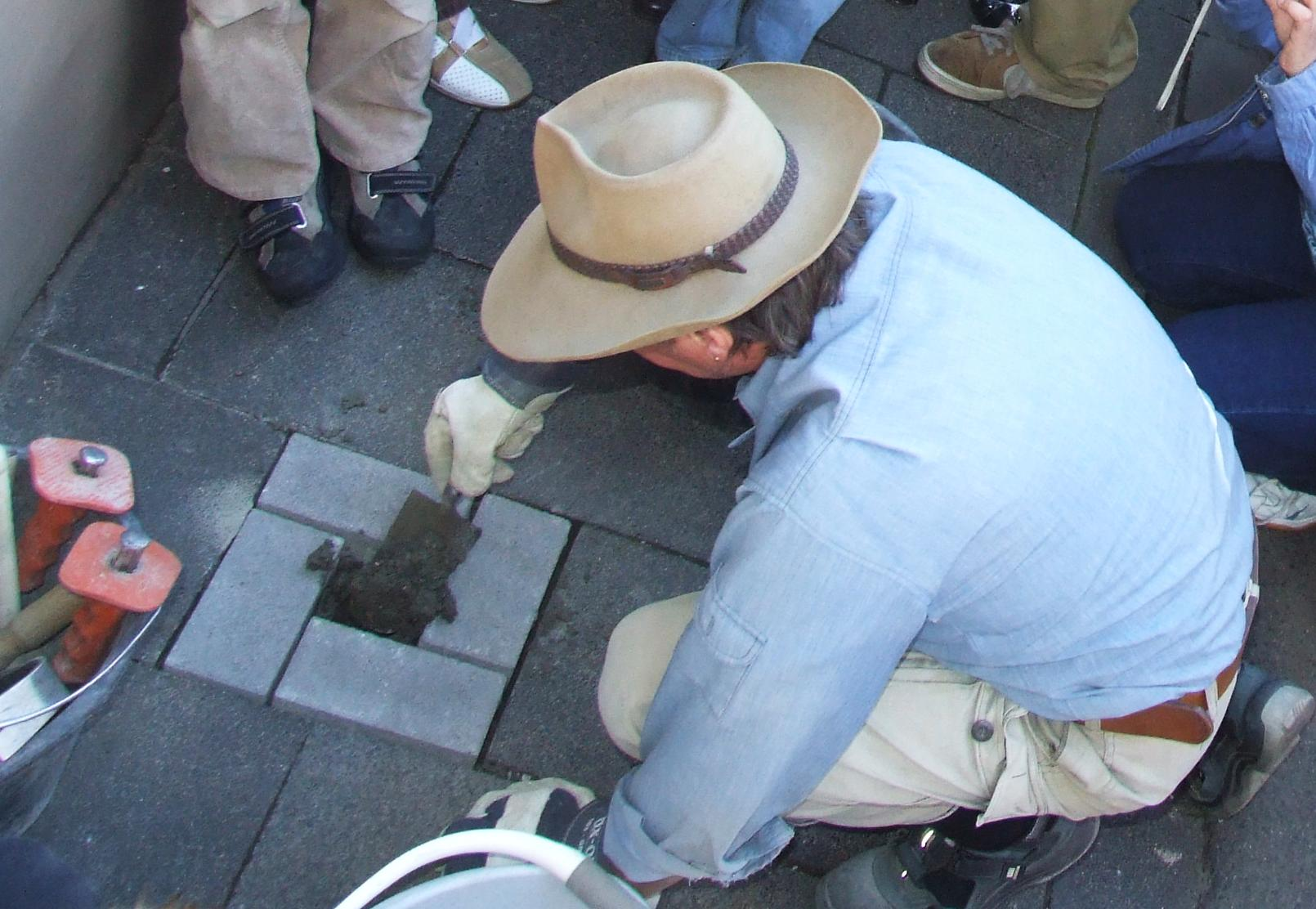
Gunter Demnig ao transpor uma pedra-obstáculo em Koenigswinter.

Stolpersteine (pedra de tropeço em português, do alemão: stolpern = tropeçar, Stein = pedra) é um projeto do artista plástico Gunter Demnig oriundo de Berlim, que tem como objetivo criar monumentos memoriais para relembrar as vítimas do nazismo mortas durante as deportações, nos campos de concentração ou por escolherem o suicídio para escapar do extermínio.
Trata-se de pedras cúbicas de concreto com aresta de dez centímetros. Um lado do cubo é coberto por uma chapa de latão, a qual contém uma inscrição individual. As pedras-obstáculo são fixadas na calçada diante da antiga moradia da vítima.

## "Aqui morava"
Livres iniciativas, escolas, familiares e sobreviventes pesquisam dados sobre pessoas que foram perseguidas, deportadas e assassinadas durante o regime nazista. Dos grupos de pessoas perseguidas pelos nazistas fazem parte judeus, minorias étnicas (por exemplo ciganos, como sinto e rom), opositores políticos, Testemunhas de Jeová, cristãos opostos ao regime ou vítimas da eutanásia nazi. O memorial Yad Vashem, em Jerusalém, coloca à disposição um banco de dados para pesquisas.
Com os dados existentes Demnig constrói um cubo com uma placa de latão, na qual está inscrita, por via de regra, "aqui morava" (em alemão: hier wohnte) — em Zittau também: "aqui vivia" (hier lebte), em Frankfurt an der Oder também: "aqui atuou" (hier wirkte) — juntamente com o nome, data de nascimento e o destino da pessoa, na maior parte dos casos com a data da deportação ou da morte.
Demnig recebeu os dados para as suas primeiras pedras em cooperação com a Associação para o entendimento do povo Roma e Sinti. Uma ajuda importante, além de arquivos locais e livros de endereços históricos, é também o banco de dados do memorial Yad Vashem em Jerusalém. As pedras-obstáculo são financiadas através de doações, coletas e patronagem de pessoas civis, testemunhas, classes escolares, grupos de profissionais e comunidades. Uma pedra custa 95 euros.

## Primeiras pedras
Depois da ideia original do ano de 1993 houve uma primeira exposição em 1994 na igreja Antoni em Colônia. O pastor de então o encorajou a transpor as pedras. Em 1995 Demnig experimentou transpor algumas pedras sem permissão para Colônia, em seguida para Friedrichshain-Kreuzberg (em Berlin) na rua da Nova Sinagoga situada na Oranienburger Straße.
Em 1996 durante o projeto artístico "Künstler forschen nach Auschwitz" ou seja, "artistas pesquisam Auschwitz", Demnig posicionou 55 pedras em Berlin. No ano de 1997 transpôs as primeiras pedras para as Testemunhas de Jeová em Sankt Georgen bei Salzburg na Áustria estimulado pela Iniciativa Artística KNIE e o Serviço Austríaco em Memória do Holocausto. Quatro anos mais tarde, após vencer obstáculos burocráticos e desconfianças da prefeitura de Colônia, conseguiu a permissão de admissão de 600 pedras.

## Intenção
A intenção de Demnig é, entre outras, a de recuperar os nomes das vítimas do nazismo que foram reduzidas a simples números nos campos de concentração. O ato de inclinar-se para ler os textos das pedras-obstáculo (Stolpersteine, em alemão) deve funcionar como uma reverência as vítimas. Com as marcações nos lugares aonde ocorreram as deportações, frequentemente em áreas de alta densidade populacional, o projeto ao mesmo tempo coloca em questão a desculpa de certas testemunhas à época de não terem percebido as deportações.
Demnig criticava a ideia de memoriais centralizados que na sua opinião não são vistos suficientemente no espaço público. Nesses memoriais uma vez por ano são colocadas coroas de flores por pessoas de alta reputação social, “mas outras pessoas podem simplesmente evitá-los”. O seu objetivo é colocar de volta os nomes das vítimas nos lugares onde viveram. Apesar do termo “Stolpersteine” (do alemão: stolpern = tropeçar) isto não significa de fato “tropeçar”. Ao ser perguntado sobre o nome do projeto, ele cita a resposta de um estudante: “Não, não tropeçamos e não caímos, tropeçamos com a cabeça e com o coração.”

## Vozes críticas
A crítica mais pesada contra o projeto de Demnig veio de Charlotte Knobloch, ex-presidente do conselho central dos judeus na Alemanha, que o rotulou como “insuportável” por ter os nomes de judeus assassinados colocados em painéis no chão para serem “pisados”. As opiniões no conselho central dos judeus são entretanto contraditórias. O vice-presidente Salomon Korn defende o projeto.
Cidades que recusam a instalação das pedras-tropeço referem-se às críticas de Knobloch ou deixam a instalação dependente do consentimento da comunidade judaica. O exemplo mais conhecido é a cidade de Munique. Mais que 200 pedras-tropeço para vítimas de Munique já foram produzidas e não podem ser instaladas; elas estão armazenadas num porão que foi alugado pela iniciativa “pedras-tropeço para Munique”.